# رغل غشائي
رغل غشائي (الاسم العلمي:Atriplex hymenelytra) هي نوع نباتي يتبع جنس الرغل من الفصيلة القطيفية. 	.
ويسمى أيضا بالبهشية الصحراوية (بالإنجليزية: Desert Holly)‏ نظراً لتشابه أوراقه مع البهشية.